# Klonowanie DNA

Etapy klonowania genu

Klonowanie DNA, klonowanie molekularne, klonowanie genów – metody stosowane w biologii molekularnej, za pomocą których fragmenty cząsteczki DNA (zwykle geny) są przenoszone do organizmu biorcy i powielane w nim.
W wyniku klonowania DNA uzyskuje się komórki transformowane genetycznie. Transformacja ta może nie mieć wpływu na fenotyp i służyć do uzyskania wielu kopii cząsteczki DNA. Może również prowadzić do ekspresji wprowadzonych genów w komórkach gospodarza i uzyskania kodowanych przez nie białek. 
Techniki rekombinowania i klonowania DNA stanowią najważniejszy aspekt inżynierii genetycznej obejmujący wycinanie, modyfikowanie i łączenie cząsteczek DNA in vitro oraz namnażanie rekombinowanego DNA w układzie wektor/gospodarz. Pozwala to na uzyskiwanie nowych kombinacji genów i tworzenie organizmów genetycznie modyfikowanych.
Do głównych etapów klonowania DNA należy na ogół:
- otrzymywanie fragmentu DNA zawierającego pożądany gen;
- łączenie pozyskanych fragmentów z cząsteczkami wektorowymi;
- wprowadzanie zrekombinowanych wektorów do komórek, w których mogą się powielać;
- identyfikacja i selekcja organizmów z pożądaną sekwencją[4].

Do klonowania stosuje się zwykle:
- geny otrzymane z fragmentów DNA wyciętych za pomocą enzymów restrykcyjnych;
- geny zsyntetyzowane na matrycach mRNA, które poprzez odwrotną transkrypcję przepisywane są na komplementarną sekwencję cDNA. Następnie RNA trawi się rybonukleazą H, a do pojedynczej nici DNA dosyntetyzowuje się drugą przy udziale polimerazy DNA I. Tak pozyskany DNA można łączyć z wektorem;
- geny otrzymane w wyniku syntezy chemicznej. Dotyczy to stosunkowo niewielkich białek, o krótkich genach, które syntetyzuje się in vitro na podstawie składu aminokwasowego, wprowadzając do mieszaniny reakcyjnej nukleotydy w ściśle określonej kolejności.

## Rys historyczny
Techniki rekombinowania i klonowania DNA zostały opracowane w latach 70. XX w., umożliwiając rozwój inżynierii genetycznej. Rozwój umożliwiło odkrycie przez Hamiltona Smitha i współpracowników, że endonukleazy restrykcyjne mogą przecinać DNA w miejscu o specyficznej sekwencji. We wczesnych latach 70. erę technologii rekombinowanego DNA zapoczątkowali Herbert Boyer, Stanley Cohen i Paul Berg. Pierwszą rekombinowaną cząsteczkę DNA uzyskano na Uniwersytecie Standforda w 1972, stosując enzymy restrykcyjne jako „nożyczki” i ligazę DNA jako „klej”. Pierwszy gen eukariotyczny sklonowano w 1974.

## Enzymy restrykcyjne i ligaza DNA

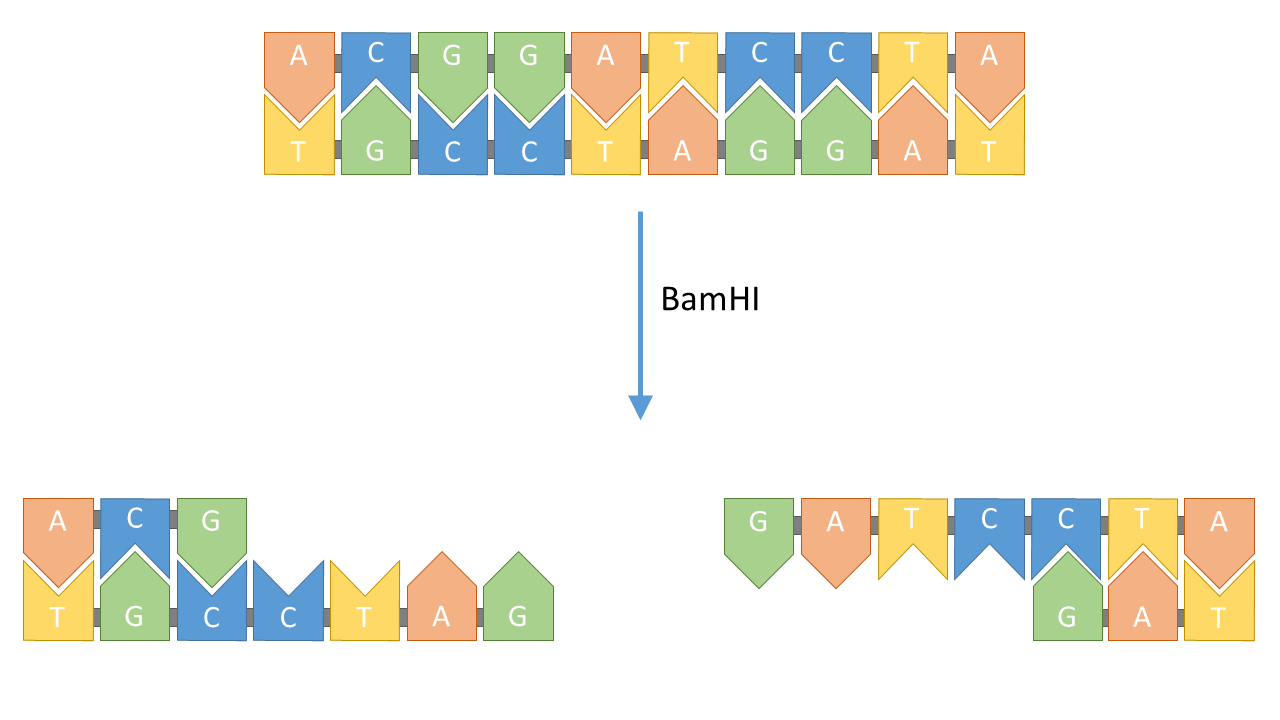
Przykładowy enzym restrykcyjny BamHI rozpoznaje sekwencję 5'-GGATCC-3' w DNA i przecina jego obie nici po pierwszej guaninie od końca 5', pozostawiając lepkie końce

W technikach inżynierii genetycznej szeroko stosuje się endonukleazy restrykcyjne klasy II, które przecinają cząsteczkę DNA dokładnie w rozpoznawanym miejscu. Są one narzędziem fragmentowania DNA przez cięcie w określonych miejscach, co umożliwia izolację genów lub zespołów genów. W większości przypadków enzymy te przecinają obie nici cząsteczki DNA na różnej wysokości, przez co powstają tzw. lepkie końce. Dzięki temu ułatwione jest łączenie fragmentów. Fragmenty DNA różnego pochodzenia przecięte tym samym enzymem restrykcyjnym po umieszczeniu razem w odpowiednich warunkach mogą połączyć się wiązaniami wodorowymi między parami komplementarnych zasad azotowych w lepkich końcach. Aby powstały jeszcze kowalencyjne połączenia fragmentów stosuje się ligazę DNA, najczęściej pochodzącą z bakteriofaga T4. Tworzy ona między nimi wiązania fosfodiestrowe; również tworzy wiązania w wypadku, kiedy mają „tępe końce”, choć z mniejszą wydajnością.
Podczas klonowania DNA pożądany fragment DNA z genem łączy się z cząsteczkami wektorowymi, które stanowią niewielką cząsteczkę DNA zdolną do replikacji w komórce gospodarza.

## Wybór gospodarza
Organizmem powszechnie używanym jako biorca materiału genetycznego jest bakteria Escherichia coli. Jest ona łatwa w namnażaniu, dobrze zbadana pod względem genetycznych mechanizmów i z powodzeniem można wprowadzić do niej wiele typów wektorów. W mniejszym stopniu używane są gatunki Bacillus, Pseudomonas i Streptomyces. Jednak dostępnych jest mniej wektorów odpowiednich dla tych komórek i wprowadzanie obcego materiału genetycznego może być czasami kłopotliwe.
E. coli należy jednak do prokariotów, organizmów nieposiadających jądra komórkowego i innych organelli, funkcjonujących w odmienny sposób od komórek eukariotycznych. W związku z tym niektóre eukariotyczne geny mogą w nich nie funkcjonować prawidłowo, a wyprodukowane przez nie białka mogą nie być w pełni funkcjonalne. Dlatego też do klonowania DNA jako gospodarza używa się również trudniejsze do eksperymentowania eukarioty, od mikroorganizmów jak drożdże czy glony aż po komórki wielokomórkowych, złożonych organizmów. Manipulacje genetyczne u roślin wyższych i zwierząt mają często na celu stworzenie organizmu transgenicznego, rzadziej w celu służenia jako bioreaktor i produkcji dużych ilości określonego białka. 
Jednym z najczęściej używanych eukariotów w inżynierii genetycznej są drożdże Saccharomyces cerevisiae. Poza tym używa się także grzybów Aspergillus nidulans, Neurospora crassa. W przypadku potrzeby użycia komórek roślinnych często wykorzystuje się jednokomórkową zielenicę Chlamydomonas reinhardtii – organizm łączący zalety mikroorganizmów z roślinną strukturą i organizacją komórek. Komórki roślinne i zwierzęce do eksperymentów często rosną w postaci kultur komórkowych.
W wyniku klonowania DNA można uzyskać nie tylko transformowane komórki roślinne, ale nawet cały organizm ze zmienionym DNA, który będzie przekazywał taki zmodyfikowany DNA potomstwu, w nasionach. W warunkach in vitro jest bowiem stosunkowo łatwo odtworzyć całą roślinę z komórki, choć pewne trudności występują z tym w przypadku jednoliściennych.
Hodowla komórek zwierzęcych bywa jeszcze trudniejsza, często wymagają one stałego podłoża, ich wzrost jest znacznie wolniejszy niż w przypadku mikroorganizmów i tolerują znacznie mniejsze zagęszczenie. Ogranicza to ilość pozyskiwanego rekombinowanego białka, jednak taki gospodarz może być jedynym sposobem na uzyskanie funkcjonalnego białka. Klonowanie genów, umieszczanie ich pod kontrolą silnego promotora może zwiększać wydajność produkcji takich białek.
Jeszcze więcej trudności sprawia pozyskanie organizmu zwierzęcego, który we wszystkich komórkach zawierałby zmodyfikowany DNA. Jedną z technik używanych w przypadku takich ssaków jak myszy jest usunięcie zapłodnionego jaja z jajowodów, zastosowanie mikroiniekcji genu oraz ponowne umieszczenie transformowanych komórek w układzie rozrodczym matki. Technika ta jest jednak nieskuteczna w przypadku wielu innych ssaków i wtedy stosuje się nieco inną technikę klonowania – transferu jądra z komórki somatycznej. Mikroiniekcję pożądanego genu przeprowadza się w tym wypadku na komórce somatycznej, co jest bardziej wydajnym zabiegiem niż na zapłodnionym jaju. Następnie jej jądro jest usuwane i umieszczane w oocycie, którego własne jądro zostało usunięte. Taka komórka wszczepiana jest do macicy matki zastępczej. 

## Wektory
Fragmenty DNA mogą być wprowadzane do komórek za pośrednictwem wektorów zapewniających powielanie wprowadzonego genu (wektory klonujące), często również zapewniających jego wydajną ekspresję (wektory ekspresyjne). Wektor jest cząsteczką DNA. Może ona mieć formę plazmidu, faga, sztucznego chromosomu, kosmidu. Istotne jest dopasowanie wektora i organizmu gospodarza. Nie istnieją uniwersalne wektory do wszystkich rodzajów komórek. Najważniejszym elementem charakteryzującym jego specyficzność jest miejsce inicjacji replikacji ori. Jeśli ma służyć do namnażania fragmentów DNA w dwóch różnych organizmach, musi mieć odpowiednie sekwencje ori obu organizmów. 
Poza tym wektory posiadają zwykle tzw. markery – geny nadające łatwo dostrzegalne cechy fenotypowe pozwalające odróżnić, które komórki przyjęły wektor, oraz które komórki przyjęły taki wektor, do którego z powodzeniem został wbudowany pożądany fragment DNA.
Zarówno wektor, jak i klonowany DNA musi zostać przecięty tym samym enzymem restrykcyjnym. Na końcach wektora i klonowanego DNA powstają wtedy jednoniciowe komplementarne zakończenia (lepkie końce). Po wymieszaniu tak przeciętych fragmentów DNA z przeciętymi wektorami w obecności ligazy DNA następuje ich łączenie. Otrzymane hybrydowe cząsteczki mogą być następne przeznaczone do wprowadzenia do komórki gospodarza. Gen pochodzący z jednego organizmu rzadko ulega ekspresji w innym organizmie. Problem ten może być jednak przezwyciężony przez użycie wektorów ekspresyjnych.

## Wprowadzanie DNA do komórek
Można wyróżnić dwa główne typy transformacji genetycznej zachodzącej przy klonowaniu DNA – transformację autonomiczną i transformację integracyjną. W przypadku transformacji autonomicznej wprowadzony DNA replikuje się niezależnie od genomu biorcy (np. w ramach replikacji plazmidu). Techniki klonowania wykorzystujące ten typ transformacji najczęściej stosuje się do mikroorganizmów. 
W wariancie integracyjnym wprowadzony DNA wbudowywany jest w genom biorcy i replikuje się wspólnie z nim. W ten sposób najczęściej transformowane są organizmy wyższe. Wprowadzanie obcego DNA do genomu biorcy może zachodzić dzięki aktywności enzymów biorących udział w naprawie uszkodzeń DNA i rekombinacji. Łączenie dwóch dowolnych końców liniowego, dwuniciowego DNA może zachodzić na zasadzie rekombinacji niehomologicznej, jednak w wyniku tego procesu wprowadzane DNA wbudowywane jest w przypadkowym miejscu w genomie. Trudniejsza jest integracja DNA w konkretne miejsce w genomie. W tym wypadku wektor musi posiadać dodatkowe sekwencje, aby umożliwić zajście rekombinacji homologicznej. Aby upewnić się, że transgen został wbudowany w genomowe DNA można zastosować metody cytogenetyki molekularnej. Częściej stosuje się jednak tańsze sposoby jak hybrydyzacja Southerna czy PCR.
Do wprowadzania DNA do komórek najczęściej używa się technik transformacji i transfekcji. W kontekście komórek E. coli transformacja odnosi się do pobierania DNA w postaci plazmidu, a transfekcja – fagowego DNA. Często jednak termin transfekcja odnosi się do pobierania dowolnego DNA przez dowolną komórkę; poza tym w zupełnie innym kontekście mówi się o transformacji nowotworowej.
Transformacja naturalna występuje u wielu bakterii. Jest ona jednak możliwa tylko w określonych warunkach, a stan, w którym możliwe jest jej zajście nazywany jest stanem kompetencji. W warunkach laboratoryjnych stosuje się metodę transformacji indukowanej, gdzie komórki inkubowane są z pożądanym DNA ok. 20–30 minut w lodowatym roztworze chlorku wapnia, a następnie poddawane są krótkiemu szokowi cieplnemu (zwykle 2 minuty w temperaturze 42 °C). Proces ten nie jest wydajny i tylko nieznaczny ułamek kompetentnych komórek ulega transformacji, dlatego ten proces bywa etapem limitującym w klonowaniu DNA. Wiele firm biotechnologicznych oferuje już gotowe szczepy kompetentnych komórek do eksperymentów, które często są bardziej wydajne w transformacji.
Poza tym można zastosować wektory oparte na genomie bakteriofaga λ. Bakteriofag ten wstrzykuje swój liniowy DNA do komórki, gdzie przekształca się on w formę kolistą. Jego DNA ulega w niej replikacji, może tworzyć potomne cząstki fagowe. Nowe fagi gotowe do infekowania nowych komórek opuszczają bakterię, zwykle powodując jej śmierć. Jest to tzw. cykl lityczny. Jednakże bakteriofag λ, w przeciwieństwie do wielu innych bakteriofagów, może wejść w tzw. cykl lizogeniczny. W tym wypadku jego genom jest włączany w chromosom bakteryjny i jest replikowany wraz z nim podczas każdego podziału komórki. W wektorach fagowych łatwiej jest klonować większe fragmenty DNA, a wydajność infekcji jest wyższa w porównaniu z wydajnością transformacji.
Nie wszystkie jednak metody wprowadzania DNA do komórek bakteryjnych można zastosować do innych komórek. Stosowane są więc alternatywne metody, często jeszcze trudniejsze do przeprowadzania i jeszcze mniej wydajne, ale bywają jedynymi skutecznymi. Do komórek eukariotycznych czasami wprowadza się geny bez użycia wektora.
Duża barierą w komórkach roślinnych do poboru DNA stanowi ściana komórkowa. Można jednak ominąć ten problem przez enzymatyczne usunięcie jej i utworzenie protoplastów. Następnie ściana komórkowa może być zregenerowana. W pobraniu obcego DNA ułatwia też elektroporacja.
Poza tym w celu bezwektorowego wprowadzania DNA do komórek można stosować:
- mikroiniekcję (mikrowstrzykiwanie) polegającą na umiejętnym wstrzyknięciu DNA bezpośrednio do jądra komórkowego z wykorzystaniem mikromanipulatora. Poza tym za pomocą tej techniki można również z powodzeniem wprowadzić do komórki sztuczne chromosomy (wektory)[21]
- metodę biolistyczną (strzelba genowa, armatka genowa, mikrowstrzeliwanie) stosowaną głównie w przypadku komórek roślinnych polegającą na wstrzeliwaniu DNA na mikronośnikach jak pył wolframowy lub złoty
- liposomy (tzw. lipofekcja)[23].

## Izolowanie genu na przykładzie człowieka
Ze względu na duże rozmiary DNA człowieka, po wyizolowaniu z kultury komórkowej czy próbki tkanki jest on przecinany enzymem restrykcyjnym na miliony różnych fragmentów. Następnie fragmenty te wprowadza się do wektorów, tak aby w każdym umieścić jeden z nich. Najczęściej do sporządzania takich bibliotek ludzkiego DNA stosuje się sztuczne chromosomy bakteryjne. Następnie wektory z fragmentami DNA miesza się z hodowlą E. coli w takiej proporcji, by każda komórka przyjęła jedną cząsteczkę wektora. W ten sposób uzyskuje się bibliotekę genomową – DNA pochodzi bezpośrednio z chromosomowego DNA, z użytej linii komórkowej lub tkanki. Kolekcja kilku milionów takich kolonii bakterii zawiera cały genom człowieka, a oddzielając kolonie od siebie można otrzymać kolonię z konkretnym odcinkiem DNA.
Niezbędna jest znajomość przynajmniej fragmentu sekwencji pożądanego genu. Jeśli nieznana jest sekwencja genu, można wyizolować białko, oznaczyć sekwencję aminokwasów kilku jego niewielkich fragmentów (np. za pomocą spektrometrii mas). Na podstawie reguł kodu genetycznego można wydedukować sekwencje DNA kodujące te sekwencje aminokwasów. W przypadku człowieka proces ten jest prostszy, ponieważ znana jest cała sekwencja jego genomu. Znając fragment białka, można więc przeszukać genom metodami bioinformatycznymi. Na podstawie poznanego fragmentu sekwencji genu można zsyntetyzować chemicznie sondę DNA komplementarną do niego i w ten sposób zidentyfikować te nieliczne kolonie bakterii, które zawierają szukany fragment.
Geny eukariotów, w tym człowieka zawierają jednak również sekwencje niekodujące białek (introny). Analiza genów obejmująca również te sekwencje jest długa i skomplikowana, a ponadto komórki bakterii czy drożdży, w przypadku jeśli gen miałby ulegać w nich ekspresji, nie są w stanie usunąć tych fragmentów. W takim przypadku stosuje się zamiast biblioteki genomowej – bibliotekę cDNA. Taką bibliotekę tworzy się przez izolację cząsteczek mRNA i przygotowanie ich kopii w formie komplementarnego DNA przy udziale odwrotnej transkryptazy. Zawierają one nieprzerwane sekwencje kodujące, ale tylko tych genów, które w danej tkance czy kulturach komórkowych ulegają ekspresji.

## Zastosowanie klonowania DNA
Klonowanie DNA pozwoliło na badanie DNA, genów, ich ekspresji, funkcji. Techniki te pozwalają na identyfikację i izolację genów odpowiedzialnych za występowanie wielu chorób. Taka identyfikacja pozwala na odkrycie biochemicznych przyczyn choroby i jest warunkiem wstępnym dla terapii genowej. Również sama terapia genowa wymaga technik klonowania DNA, zakładając wprowadzanie do komórek funkcjonalnej kopii genu, który nie działa prawidłowo.
Klonowanie DNA pozwala na uzyskanie organizmów transgenicznych. Ma zastosowanie w produkcji rekombinowanych białek, np. genetycznie modyfikowane bakterie wydajnie produkują insulinę czy ludzkie hormony wzrostu. Niektóre białka wymagające skomplikowanych modyfikacji potranslacyjnych jak czynnik VIII produkowane mogą być w tylko w komórkach ssaczych. 
Możliwe jest również tworzenie szczepionek rekombinowanych poprzez produkcję białek stanowiących antygen (np. występujących w wirusowym kapsydzie). Taka produkcja może się odbywać również w jadalnych roślinach, dzięki czemu może powstać „jadalna szczepionka”.
Klonowanie DNA może dostarczać czystą próbkę pojedynczego genu oddzielonego od innych. Mając do czynienia z mieszaniną wielu różnych fragmentów DNA, każdy z nich jest wstawiany do innej cząsteczki plazmidu (wektora) i zwykle tylko jedna taka zrekombinowana cząsteczka jest wprowadzana do pojedynczej komórki gospodarza. Każda kolonia zawiera więc kopie tylko jednego fragmentu. Dla klonowania DNA w celu uzyskania wielu kopii (klonów) pożądanego fragmentu DNA mniej czasochłonną i łatwiejszą alternatywą jest reakcja łańcuchowa polimerazy (PCR). PCR nie zawsze jednak może zastąpić takie klonowanie ze względu na ograniczenia, z których najistotniejszym jest konieczność znajomości przynajmniej fragmentu amplifikowanego DNA.

## Aspekty etyczne
Eksperymenty klonowania DNA oraz praca z rekombinowanym DNA od samego początku rodziły obawy. Zastrzeżenia natury etycznej budziło „majsterkowanie z naturą”, możliwość rozprzestrzenienia się genetycznie modyfikowanych bakterii z kontrolowanych warunków laboratoryjnych. Przykładowo obawiano się, że komórki bakterii zawierające geny wirusa wywołującego nowotwór mogą zostać przeniesione na ludzi i wywołać światową epidemię.
W związku z tym w 1975 zorganizowano konferencję w Asilomar poświęconą zagrożeniom związanym z rekombinowanym DNA. Wypracowane ustalenia stworzyły podstawy dla opracowania przez Narodowe Instytuty Zdrowia w USA (NIH) oficjalnych zaleceń dotyczących zabezpieczeń przed wydostaniem się zmodyfikowanych organizmów do środowiska. W związku z tym, że z upływem czasu nie odnotowano jakichkolwiek katastrof, które miałyby związek ze stosowaniem technologii rekombinowanego DNA, uznano, że pod warunkiem stosowania zgodnie z zaleceniami NIH jest ona bezpieczna dla zdrowia ludzkiego i środowiska.
Obecnie obawy budzi nie sama technologia, a stosowanie jej w rolnictwie, medycynie i potencjalne wykorzystanie w bioterroryzmie. Dotyczy to bezpieczeństwa żywności pochodzącej z genetycznie modyfikowanych organizmów, potencjalnego przenoszenia się genów odporności na herbicydy z roślin genetycznie modyfikowanych na chwasty (powstanie tzw. superchwastów), wykorzystywania technologii do celów eugenicznych oraz projektowania broni biologicznej.